# Antarctus mawsoni
Antarctus mawsoni е вид десетоного от семейство Scyllaridae. Видът не е застрашен от изчезване.

## Разпространение и местообитание
Разпространен е в Австралия (Виктория, Западна Австралия, Куинсланд, Нов Южен Уелс и Тасмания).
Среща се на дълбочина от 118 до 371 m, при температура на водата от 9,4 до 14,8 °C и соленост 34,7 – 35,5 ‰.